# Chu Hương
Chu Hương là một xã thuộc huyện Ba Bể, tỉnh Bắc Kạn, Việt Nam.

## Địa lý
Xã Chu Hương có vị trí địa lý:
- Phía bắc giáp xã Yến Dương và xã Hà Hiệu
- Phía đông giáp huyện Ngân Sơn
- Phía nam giáp xã Mỹ Phương
- Phía tây giáp xã Đồng Phúc và xã Yên Dương.

Xã Chu Hương có diện tích 35,06 km², dân số năm 2019 là 3.027 người, mật độ dân số đạt 86 người/km².
Chu Hương có nhiều suối lớn nhỏ chảy trên địa bàn và tạo thành một hệ thống suối Tả Cáp, thượng lưu của sông Hà Hiệu.
Tỉnh lộ 258 đi qua địa bàn xã.

## Hành chính
Xã Chu Hương được chia thành 19 bản: Nà Đông, Nà Cà, Chù, Hán, Pù Mắt, Lồm, Đon Dài, Khuổi Ha, Phiêmg Kém, Sả, Lài, Khuổi Coóng, Nà Quang, Nà Nao, Pác Chi, Nà Phầy, Nà Ngộm, Lủng Mjầu, Pục.